# Roberto Caparelli
Roberto Caparelli Coringrato (Argentina, 18 de novembro de 1921 – 2000) foi um futebolista argentino naturalizado boliviano que atuava como atacante. Ele competiu na Copa do Mundo FIFA de 1950. Também competiu pelo The Strongest.

## Biografia
Capparelli passou grande parte de sua carreira competindo pelo The Strongest, sendo parte do time que venceu a Primera División Boliviana de 1945–46. Em 1948, ele foi vendido ao Club Litoral que venceu a tríplice coroa da Associação de Futebol de La Paz (AFLP) em 1947–49. O clube também representou a Bolívia no Campeonato Sul-Americano de Campeões sediado no Chile em 1948, onde Capparelli foi o maior goleador do campeonato.
Em 1949, Capparelli voltou ao The Strongest e, um ano depois, após se naturalizar boliviano, foi chamado para a seleção nacional boliviana para competir na Copa do Mundo FIFA de 1950, no qual a seleção de seu país terminou na décima segunda colocação dentre os treze participantes.